# Francisco Pelló Hernandis
Francisco Pelló Hernandis (Carlet, provincia de Valencia; 12 de agosto de 1935 - Rosario, provincia de Santa Fe; 12 de mayo de 2021) fue un pintor, poeta, escultor y escenógrafo español naturalizado argentino.

## Biografía
Hijo y nieto de pintores, se formó en Valencia primero en el obrador paterno, en los talleres artesanales de abanicos de Burjasot y en la construcción de monumentales fallas de Valencia. En 1949, migra con su padre a Rosario (Argentina), donde ya había residido su familia desde que su abuelo se había trasladado en 1908. En 1951, a la edad de dieciséis años, le fue concedida la medalla de plata en el certamen de pintura de Amigos del Arte de Rosario; en 1954, con diecinueve, estuvo al frente del Departamento de arte de la Municipalidad de rosario, y en 1957, con veintidós, recibió el encargo de pintar los retratos de los generales San Martín y de Belgrano para la inauguración del Monumento histórico nacional a la Bandera. Desde entonces, ha sido el autor de un buen número de monumentos públicos en algunas ciudades argentinas, entre los que se encuentran, en Rosario, el primer monumento erigido en homenaje a Eva Perón popularmente conocido como "la mandarina", una escultura de bronce de 2,45 m de altura. Ha trabajado también en artes gráficas, publicidad y comunicación social, escenografía teatral y restauración de esculturas y pinturas, ha colaborado como docente de aquellas materias en diversos centros universitarios y artísticos. 
Entre otros cargos, fue vicepresidente y director de investigaciones del Centro de Estudios de Historia del Arte y la Arquitectura de la provincia de Santa Fe, delegado provincial ante la Comisión Nacional de Museos, Monumentos y Lugares Històricos, y presidente de la Sociedad Argentina de Artistas Plásticos, de Rosario.

## Obras destacadas
- Busto del Tte. Gral. Juan Domingo Perón.
- Monumento a la Cooperación Internacional. Rosario.
- Monumento a los pilotos de la Fuerza Aérea muertos en acción. Río Gallegos, provincia de Santa Cruz
- Monumento a los héroes de la guerra de las Malvinas. El Palomar (provincia de Buenos Aires).
- Monumento a Eva Perón, 22 dm, Av. Ntra. Sra. del Rosario 501 y Lituania. Rosario

## Premios y reconocimientos
- Medalla de Plata del certamen de pintura de Amigos del Arte, Rosario, 1951.
- Premio Nacional de Excelencia Humana, 1999.
- Premio «El ceibo de la amistad rioplatense» del Rotary International, Montevideo, 2000.
- «Artista distinguido de la ciudad de Rosario» del Consejo Municipal de la Ciudad, 2005.
- «“Santafesino Notable”» de la Cámara de Diputados de la provincia de Santa Fe, 2014.[5]